# Teratosphaeria pseudoeucalypti
Teratosphaeria pseudoeucalypti är en svampart som beskrevs av Andjic & T. Burgess 2010. Teratosphaeria pseudoeucalypti ingår i släktet Teratosphaeria och familjen Teratosphaeriaceae.   Inga underarter finns listade i Catalogue of Life.